# Sergej Barbarez
Sergej Barbarez (Mostar, RS de Bosnia y Herzegovina, 17 de septiembre de 1971) es un exfutbolista y entrenador bosnio. Actualmente dirige a la selección de Bosnia y Herzegovina.
Es considerado uno de los mejores jugadores de todos los tiempos del Hamburgo SV, donde marcó 65 goles en 174 partidos de la Bundesliga. Utilizado principalmente como segundo delantero, también jugó como centrocampista ofensivo o extremo izquierdo. En la temporada 2000-01 de la Bundesliga, fue el máximo goleador conjunto con 22 goles con Ebbe Sand del Schalke 04 al final de la temporada.

## Inicios
Barbarez nació en Mostar, actual Bosnia y Herzegovina de un padre serbio-bosnio y una madre mitad croata y mitad bosnia.Cuando era niño, no le interesaba mucho el fútbol, sino el baloncesto y el atletismo. Sin embargo, a la edad de once años, Barbarez comenzó a jugar al fútbol, aunque principalmente para divertirse con amigos después de la escuela.

## Carrera como jugador
En 1984, Barbarez dio un paso más y empezó a jugar al fútbol en el equipo juvenil de Velež en su ciudad natal de Mostar. Unos seis años más tarde, firmó con el primer equipo a la edad de 19 años. Sin embargo, poco después, sirvió en el Ejército Popular Yugoslavo en Zagreb en 1991 antes de regresar al club para continuar su carrera.
Durante una visita a su tío en Alemania, en 1991, participó en una prueba de dos semanas con el Hannover 96. El entrenador de ese club quedó tan impresionado con Barbarez que lo fichó para el club. A partir del deterioro de la situación en Yugoslavia, llegó a un acuerdo con su padre para quedarse con su tío en un futuro próximo. 
Barbarez jugó en el Hannover 96 durante la segunda mitad de la temporada 1991-92 y toda la temporada 1992-93. Entre 1993 y 1996 jugó en el Unión Berlin en la tercera categoría antes de fichar por el Hansa Rostock, donde se mantuvo entre 1996 y 1998.
En 1998 fichó por el Borussia Dortmund y jugó allí hasta fichar por el Hamburgo SV en julio de 2000. Durante la primera temporada, se convirtió en el máximo goleador de su club con 22 goles.Sin embargo, no pudo evitar la eliminación del equipo de la Liga de Campeones de la UEFA 2000-01 en la fase de grupos a pesar de sus dos goles en la última jornada.
El 17 de mayo de 2006, Barbarez firmó un contrato por dos años con el Bayer Leverkusen. Luego de que expirara su contrato en junio de 2008, se retiró del fútbol profesional.

## Selección nacional
El 14 de mayo de 1998, Barbarez debutó con la selección de Bosnia y Herzegovina contra Argentina en un partido amistoso.Antes de retirarse del fútbol internacional en octubre de 2005, fue el capitán y líder del seleccionado bosnio. Unos meses más tarde, anunció su regreso y disputó la clasificación para la Eurocopa 2008.
El 12 de octubre de 2006, dejó oficialmente de jugar para Bosnia. Su último partido internacional fue un partido de clasificación para la Eurocopa ante Moldavia.En total, disputó 47 encuentros y anotó 17 goles.

## Carrera como entrenador
Barbarez anunció el 14 de diciembre de 2009 que quería ser el entrenador de la selección de Bosnia y Herzegovina en la clasificación para la Eurocopa 2012. Sin embargo, la Asociación de Fútbol de la República Srpska bloqueó su entrada y más tarde, Safet Sušić fue elegido como técnico del seleccionado.El 5 de enero de 2011, recibió su UEFA Pro Licence en las instalaciones educativas de la Federación de Fútbol de Bosnia y Herzegovina en Jablanica.
El 19 de abril de 2024, fue confirmado como entrenador de Bosnia y Herzegovina en reemplazo de Savo Milošević.

## Clubes

### Como jugador
| Club               | País       | Año       | Partidos | Goles |
| ------------------ | ---------- | --------- | -------- | ----- |
| Velež Mostar       | Yugoslavia | 1989-1991 | ?        | ?     |
| Hannover 96        | Alemania   | 1991-1993 | 18       | 2     |
| 1. FC Unión Berlín | Alemania   | 1993-1996 | 88       | 46    |
| FC Hansa Rostock   | Alemania   | 1996-1998 | 59       | 13    |
| Borussia Dortmund  | Alemania   | 1998-2000 | 36       | 6     |
| Hamburgo SV        | Alemania   | 2000-2006 | 174      | 65    |
| Bayer Leverkusen   | Alemania   | 2006-2008 | 61       | 11    |

### Como entrenador
| Club                              | País                 | Año           |
| --------------------------------- | -------------------- | ------------- |
| Selección de Bosnia y Herzegovina | Bosnia y Herzegovina | 2024-presente |